# Sorbus eminentoides
Sorbus eminentoides är en rosväxtart som beskrevs av L.Houston. Sorbus eminentoides ingår i släktet oxlar, och familjen rosväxter. Inga underarter finns listade i Catalogue of Life.